# 哀しみのダイアリー
「哀しみのダイアリー」（原題：Private Investigations）は、イギリスのロック・バンド、ダイアー・ストレイツが1982年に発表した楽曲。イギリスやヨーロッパ等では、アルバム『ラヴ・オーヴァー・ゴールド』からの先行シングルとしてリリースされた。作者のマーク・ノップラーによれば、レイモンド・チャンドラーの小説に登場する探偵フィリップ・マーロウに触発された曲である。
シングルB面に収録された「Badges, Posters, Stickers, T-Shirts」はスタジオ・アルバム未収録曲で、アメリカでは「公害病」のシングルB面曲として発表された。

## 反響・評価
本作は1982年9月4日付の全英シングルチャートで初登場13位となり、2週後には2位を記録して、バンド初の全英トップ3シングルとなった。オランダのシングル・チャートでは5週にわたり1位を獲得する大ヒットとなった。
Michael Gallucciはultimateclassicrock.comにおいて「ダイアー・ストレイツの曲トップ10」を選出した際、本作を5位に挙げ「ダイアー・ストレイツの、最も文学的で雰囲気に富んだ曲」とコメントしている。

## カヴァー
- ファウスト・パペッティ（イタリア語版） - アルバム『35a Raccolta - My One and Only Love』（1982年）に収録[13]。